# Scorff
Der Scorff [skɔʁf] (bretonisch Skorf) ist ein Fluss in Frankreich, der in der Region Bretagne verläuft. Er entspringt im nördlichen Abschnitt der Gemeinde Ploërdut, entwässert anfangs in nordöstlicher Richtung, dreht dann auf Süd und mündet nach rund 79 Kilometern zwischen den Städten Lanester und Lorient als rechter Nebenfluss in den Mündungstrichter des Blavet. Der Einfluss der Gezeiten reicht bis zur Stadt Pont-Scorff hoch; von dort bis zu seiner Mündung bildet der Scorff seinerseits ebenfalls einen Mündungstrichter. Auf seinem Weg durchquert der Fluss das Département Morbihan, berührt aber auch die Départements Côtes-d’Armor und Finistère.

## Orte am Fluss

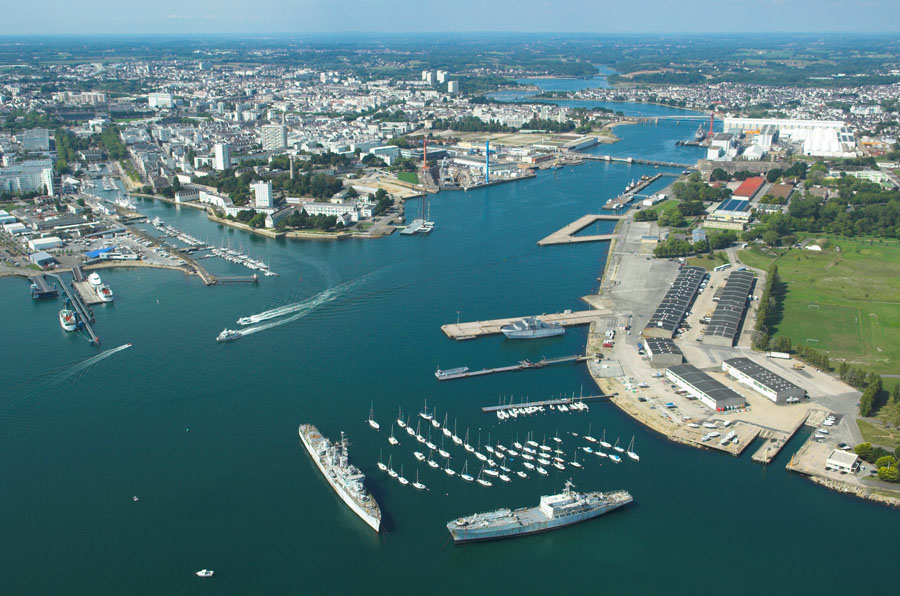
Mündungsbereich des Scorff zwischen Lorient (links) und Lanester

- Ploërdut
- Guémené-sur-Scorff
- Guilligomarc’h
- Arzano
- Cléguer
- Pont-Scorff
- Lanester
- Lorient